# World Marathon Majors 2012/13
Die siebte Serie der World Marathon Majors (offizieller Sponsorenname: AbbottWMM Series VII) startete am 16. April 2012 und endete am 3. November 2013.

## Wertung
In die Wertung dieses Laufcups gingen 13 Rennen ein: jeweils der Boston-, der London-, der Berlin-, der Chicago- und der New-York-City-Marathon in den Jahren 2012 und 2013, der Tokio-Marathon 2013 sowie der Marathon der Olympischen Sommerspiele 2012 in London und der Leichtathletik-Weltmeisterschaften 2013 in Moskau.
Der New-York-City-Marathon 2012 wurde aufgrund der Folgen des Hurrikans Sandy abgesagt.
Punkte wurden wie folgt vergeben, wobei bei jedem Läufer maximal vier Ergebnisse gewertet wurden:
- 25 für einen Sieg
- 15 für einen zweiten Platz
- 10 für einen dritten Platz
- 5 für einen vierten Platz
- 1 für einen fünften Platz

Bei den Männern setzte sich Tsegay Kebede durch und bei den Frauen gewann Priscah Jeptoo. Beide erhielten ein Preisgeld von 500.000 $.

## Endstand

### Männer
| Platz | Athlet                           | Punkte | Platzierungen | Platzierungen | Platzierungen | Platzierungen | Platzierungen | Platzierungen | Platzierungen | Platzierungen | Platzierungen | Platzierungen | Platzierungen | Platzierungen | Platzierungen |
| Platz | Athlet                           | Punkte | Bo12          | Lo12          | OL12          | Be12          | Ch12          | NY12          | To13          | Bo13          | Lo13          | WM13          | Be13          | Ch13          | NY13          |
| ----- | -------------------------------- | ------ | ------------- | ------------- | ------------- | ------------- | ------------- | ------------- | ------------- | ------------- | ------------- | ------------- | ------------- | ------------- | ------------- |
| 01    | Tsegay Kebede (ETH)              | 75     |               | 3             |               |               | 1             |               |               | 1             |               |               |               |               | 2             |
| 02    | Dennis Kipruto Kimetto (KEN)     | 65     |               |               |               | 2             |               |               | 1             |               |               |               |               | 1             |               |
| 03    | Wilson Kipsang (KEN)             | 61     |               | 1             | 3             |               |               |               |               |               | 5             |               | 1             |               |               |
| 04    | Geoffrey Kiprono Mutai (KEN)     | 50     |               |               |               | 1             |               |               |               |               |               |               |               |               | 1             |
| 04    | Stephen Kiprotich (UGA)          | 50     |               |               | 1             |               |               |               |               |               |               | 1             |               |               |               |
| 06    | Lelisa Desisa (ETH)              | 40     |               |               |               |               |               |               |               | 1             |               | 2             |               |               |               |
| 07    | Emmanuel Kipchirchir Mutai (KEN) | 30     |               |               |               |               |               |               |               |               | 2             |               |               | 2             |               |
| 08    | Wesley Korir (KEN)               | 27     | 1             |               |               |               | 5             |               |               | 5             |               |               |               |               |               |
| 09    | Geoffrey Kipsang Kamworor (KEN)  | 20     |               |               |               | 3             |               |               |               |               |               |               | 3             |               |               |
| 09    | Feyisa Lilesa (ETH)              | 20     |               |               |               |               | 2             |               |               |               | 4             |               |               |               |               |
| 09    | Micah Kipkemboi Kogo (KEN)       | 20     |               |               |               |               |               |               |               | 2             |               |               |               | 4             |               |
| 09    | Bernard Kiprop Kipyego (KEN)     | 20     | 3             |               |               |               |               |               | 3             |               |               |               |               |               |               |

### Frauen
| Platz | Athletin                        | Punkte | Platzierungen | Platzierungen | Platzierungen | Platzierungen | Platzierungen | Platzierungen | Platzierungen | Platzierungen | Platzierungen | Platzierungen | Platzierungen | Platzierungen | Platzierungen |
| Platz | Athletin                        | Punkte | Bo12          | Lo12          | OL12          | Be12          | Ch12          | NY12          | To13          | Bo13          | Lo13          | WM13          | Be13          | Ch13          | NY13          |
| ----- | ------------------------------- | ------ | ------------- | ------------- | ------------- | ------------- | ------------- | ------------- | ------------- | ------------- | ------------- | ------------- | ------------- | ------------- | ------------- |
| 01    | Priscah Jeptoo (KEN)            | 75     |               | 3             | 2             |               |               |               |               |               | 1             |               |               |               | 1             |
| 02    | Rita Jeptoo Sitienei (KEN)      | 65     |               |               |               |               | 2             |               |               | 1             |               |               | 1             |               |               |
| 03    | Edna Ngeringwony Kiplagat (KEN) | 55     |               | 2             |               |               |               |               |               |               | 2             | 1             |               |               |               |
| 04    | Aberu Kebede (ETH)              | 50     |               |               |               | 1             |               |               | 1             |               |               |               |               |               |               |
| 04    | Sharon Jemutai Cherop (KEN)     | 50     | 1             |               |               |               |               |               |               | 2             |               |               | 2             |               |               |
| 06    | Atsede Baysa (ETH)              | 31     |               |               |               |               | 1             |               |               |               | 4             |               |               | 5             |               |
| 07    | Florence Jebet Kiplagat (KEN)   | 30     |               | 4             |               |               |               |               |               |               |               |               | 1             |               |               |
| 07    | Mary Jepkosgei Keitany (KEN)    | 30     |               | 1             | 4             |               |               |               |               |               |               |               |               |               |               |
| 07    | Jemima Jelagat Sumgong (KEN)    | 30     | 2             |               |               |               |               |               |               |               |               |               |               | 2             |               |
| 10    | Tiki Gelana (ETH)               | 25     |               |               | 1             |               |               |               |               |               |               |               |               |               |               |